# Lanzac
Lanzac – miejscowość i gmina we Francji, w regionie Oksytania, w departamencie Lot.
Według danych na rok 1990 gminę zamieszkiwało 505 osób, a gęstość zaludnienia wynosiła 35 osób/km² (wśród 3020 gmin regionu Midi-Pyrénées Lanzac plasuje się na 588. miejscu pod względem liczby ludności, natomiast pod względem powierzchni na miejscu 798.).